# Хокејашка лига Аустрије
Аустријска хокејашка лига (ICE Hockey League, International Central European Hockey League, ICEHL) је по рангу највиша лига хокеја на леду у Аустрији.

## Историја
Аустријска хокејашка лига је основана 1923. године. Није било такмичења у Аустрији 1936. године и између 1939-1945. Током Другог светског рата, аустрији клубови су играли у немачкој лиги.
Лига постоји у данашњем облику од 1965/66. године. До 2005/06 лига се састојала само од аустријских тимова. Од тада лиги су приступили тимови из Словеније (почевши од 2006/07 и 2007/08), мађарски (почевши од 2007/08) хрватски (почевши од сезоне 2009/10) и чешки (почевши од сезоне 2011/12).
Тимови који нису из Аустрије се такмиче за ЕБЕЛ титулу. Само аустријски тимови могу бити шампиони Аустрије. Лига је имала различите спонзоре. Тренутно носи назив по Ерсте банци.
Највише титула за сада је освојио ХК Клагенфурт АК (30)

## Клубови у сезони 2015/16.
| Тим              | Град            | Арена                         | Капацитет       | Основан         |                 |
| Садашњи клубови  | Садашњи клубови | Садашњи клубови               | Садашњи клубови | Садашњи клубови | Садашњи клубови |
| ---------------- | --------------- | ----------------------------- | --------------- | --------------- | --------------- |
| Грац 99ерс       | Грац            | Ледена дворана Либенау        | 4.000           | 1999            |                 |
| Клагенфурт АК    | Клагенфурт      | Клагенфуртска градска дворана | 5.500           | 1909            |                 |
| Блек вингс Линц  | Линц            | Ледена дворана Линц           | 3.800           | 1992            |                 |
| Ред бул Салцбург | Салцбург        | Ледена дворана Салцбург       | 3.600           | 1977            |                 |
| Вијена капиталс  | Беч             | Ледена дворана Алберт Шулц    | 4.500           | 2000            |                 |
| Филахер СВ       | Филах           | Дворана Филахер               | 4.800           | 1923            |                 |
| Инзбрук          | Инзбрук         | Олимпијска дворана Инзбрук    | 7.212           | 1994            |                 |
| Дорнбирн         | Дорнбирн        |                               | 4.270           | 1992            |                 |
| Олимпија         | Љубљана         | Дворана Тиволи                | 4.500           | 1929            |                 |
| Алба Волан       | Секешфехервар   | Ледена дворана Габор Очкаи    | 3.600           | 1960            |                 |
| Орли Знојмо      | Знојмо          | Хостан арена                  | 5.500           | 1933            |                 |
| Болзано          | Болзано         | Палаонда                      | 7.000           | 1933            |                 |
| Бивши клубови    |                 |                               |                 |                 |                 |
| Фелдкирх         | Фелдкирх        | Воралберг хала                | 5.200           | 1945            |                 |
| Акрони Јесенице  | Јесенице        | Дворана Подмежакла            | 6.000           | 1948            |                 |
| Медвешчак        | Загреб          | Дом спортова                  | 6.000           | 1961            |                 |

## Шампиони
| Клуб                  | Победа | Победе по годинама |
| --------------------- | ------ | --- |
| ХК Клагенфурт АК      | 30     | 1934, 1935, 1952, 1955, 1960, 1964, 1965, 1966, 1967, 1968, 1969, 1970, 1971, 1972, 1973, 1974, 1976, 1977, 1979, 1980, 1985, 1986, 1987, 1988, 1991, 2000, 2001, 2004, 2009, 2013, |
| ХК Вијенер ЕВ         | 17     | 1923, 1924, 1925, 1926, 1927, 1928, 1929, 1930, 1931, 1937, 1947, 1948, 1949, 1950, 1951, 1962                                                                                      |
| ХК ВЕУ Фелдкирх       | 9      | 1982, 1983, 1984, 1990, 1994, 1995, 1996, 1997, 1998 |
| ХК Инзбрукер ЕВ       | 7      | 1953, 1954,1958, 1959, 1961, 1963, 1989 |
| ХК Филахер СВ         | 6      | 1981, 1992, 1993, 1999, 2002, 2006 |
| ХК Ред бул Салцбург   | 6      | 2007, 2008, 2010, 2011, 2014, 2015, |
| ХК ЕК Енгелман        | 4      | 1938, 1946, 1956, 1957 |
| ХК АТСЕ Грац          | 2      | 1975, 1978 |
| ХК Блек вингс Линц    | 2      | 2003, 2012 |
| ХК Вијена капиталс    | 1      | 2005 |
| ХК Потслајнсдорфер СК | 1      | 1932 |

Болд - сезона у којој су се такмичили и тимови изван Аустрије